# 坂井千夏
−
坂井千夏（さかい ちなつ）は、主に福岡県、佐賀県のTV・ラジオに出演するフリーアナウンサーである。
テレビ（情報・報道番組）のキャスター・リポーター、ラジオのパーソナリティ、イベント・ブライダル・トークショー・式典などの多種多様な司会。
シンポジウムのコーディネーター。
「食」に関する資格を生かし、食育・オリーブオイル講演も開催。
【保有資格】
- 野菜ソムリエ
- オリーブオイルソムリエ
- マクロビインストラクター
- 薬膳インストラクター
- ヨガインストラクター

2020年からは、
福岡坂井千夏アナウンススクール
を開業。
また会いたいと思われる話し方やコミュニケーションが良くなる話し方など今までのアナウンサー経験から習得した独自メソッドを教えている。

## 人物概要
趣味は食べ歩き。

## 略歴・人物
- サガテレビの契約アナウンサーだった。
- アナウンサー時代に野菜ソムリエの資格を取得。
- フリーになってから、イタリアでオリーブソムリエの資格を取得。
- 食育講演を定期的に行っている。
- あだ名は、ちなっちゃん。
- 2014年から九州朝日放送報道部に所属。

## 現在の活動

### テレビ
- めんたいワイド（FBS）

### ラジオ
- 坂井千夏のたべたび九州（RKBラジオ）
- ムッシュ田島のグルメチックストーリー（NBCラジオ佐賀）
- うまか王国佐賀city（エフエム佐賀）

### 新聞
- 坂井千夏の野菜ウオッチング（朝日新聞「アスパラ」）

### 講演
- 食育講演など多数のスポンサー契約

### 司会
- 式典、婚礼、トークショー、イベントなど多数

## 過去の出演番組

### テレビ
- かちかちワイド（サガテレビ）
  - 千夏と佐賀弁先生のよかとこ中継
  - まんぷくウイークエンド
  - 今が旬
- チャレンジ心の時代（RKB毎日放送）
- 健ちゃんのゲラブラ生放送（TVQ九州放送）
- 言語道断（J:COM 福岡）
- ジャパネットたかたテレビショッピング

### ラジオ
- 快適生活ラジオショッピング（Love FM）
- 栗田善成のまずはラジオでおつかれさん（KBCラジオ）
- 夕べのひととき（NHK-FM放送）